# Айя, Альбер
Альбер Робер Айя (фр. Albert Robert Ayat; 7 марта 1875, Париж — 2 декабря 1935[…], Курбевуа, Сена) — французский фехтовальщик, двукратный чемпион летних Олимпийских игр 1900.
На Играх 1900 в Париже участвовал в соревнованиях шпажистов среди профессионалов и в открытом классе. Он выиграл оба соревнования, получив две золотые награды.